# Walkin’ Blues
Walking Blues (блуждающий блюз) — блюзовый стандарт, написанный Соном Хаусом. В 1936 году песню исполнил Роберт Джонсон, и она стала популярной после переиздания на компилятивном альбоме Джонсона «King of the Delta Blues Singers» в 1961 году.
Версия Джонсона заметно отличается от изначальной: из текстовой основы Хауса он взял только первый стих («I woke up this morning, feeling round for my shoes»), продолжив тем самым типичную для традиционного блюза тему «пробуждения ранним утром», а музыкальную структуру Джонсон позаимствовал из другой песни Хауса — «My Black Mama».

## Кавер-версии
Позже ряд музыкантов создали каверы на эту песню. Самой известной стала версия гитариста Эрика Клэптона, записанная для концертного альбома «Unplugged» в Bray Studios в Виндзоре, Англия 16 января 1992 года.
Музыканты, которые делали каверы на песню «Walking Blues»: Си Ло Грин, Мадди Уотерс, Колин Джеймс, Пол Баттерфилд, Джонни Кэш, Хот Туна, The Grateful Dead, Рори Галлахер, Джон Кэй, Р. Л. Бернсайд, Джон Лорд, Тодд Рандгрен, Hindu Love Gods, Эш Грюнвальд, Quicksilver Messenger Service, Джо Бонамасса, Peter Green Splinter Group, Рой Роджерс, Бонни Рэйтт и The Toy Dolls.